# لويجي إيناودي
لويجي إيناودي (بالإيطالية: Luigi Einaudi) ـ (24 مارس 1874 ـ 30 أكتوبر 1961) هو سياسي واقتصادي إيطالي شغل منصب ثاني رئيس للجمهورية الإيطالية بين عامي 1948 و1955 خلفًا للرئيس إنريكو دي نيكولا.

## مولده ونشأته
ولد إيناودي في كارو (بالإيطالية: Carrù) بمقاطعة كونيو التابعة لمنطقة بييمونتي لأبويه لورينزو وبلاتشيدا فراكيا. التحق بمدرسة كافور الثانوية الكلاسيكية (بالإيطالية: Liceo classico Cavour) في تورينو، وهي ذات المدينة التي أتم بها دراسته الجامعية.
في تورينو بدأ إيناودي يتعرف إلى الأفكار الاشتراكية ويكتب لمجلة «الناقد الاشتراكي» (بالإيطالية: Critica sociale)، التي كان يديرها القيادي الاشتراكي فيليبو توراتي (بالإيطالية: Filippo Turati). وفي سنة 1895 حصل إيناودي ـ بعد اجتيازه مصاعب مالية ـ على شهادة القانون، ليعمل لاحقًا أستاذًا بجامعة تورينو وجامعة البوليتكنيك في تورينو وجامعة بوكوني في ميلانو.

## حياته السياسية الأولى

توقيع لويجي إيناودي

في بدايات القرن العشرين تحول إيناودي تدريجيًا نحو تبني موقف أكثر محافظة. وفي سنة 1919 عُين عضوًا بمجلس شيوخ مملكة إيطاليا (سيناتور). عمل إيناودي أيضًا بالصحافة في صحف إيطالية مرموقة مثل لا ستامبا وكوريري ديلا سيرا، كما كان مراسلًا اقتصاديًا لمجلة الإيكونوميست البريطانية.
في عام 1926 قرر لويجي إيناودي ـ المناهض للفاشية ـ التوقف عن الكتابة للصحف الإيطالية تحت النظام الفاشي، ولم يعد للكتابة في كوريري ديلا سيرا إلا بعد سقوط الفاشية في إيطاليا سنة 1943. وبعد الهدنة (8 سبتمبر 1943) لجأ إلى سويسرا، حيث بقي حتى العام التالي.
شغل إيناودي منصب محافظ بنك إيطاليا من 5 يناير 1945 إلى 11 مايو 1948، كما كان عضوًا مؤسسًا للمجلس الوطني (بالإيطالية: Consulta Nazionale)، الذي مهد الطريق أمام نشأة برلمان جديد للجمهورية الإيطالية بعد الحرب العالمية الثانية. وفي فترة لاحقة (عامي 1947 و1948) شغل إيناودي منصب وزير المالية والخزانة والموازنة إلى جانب منصب نائب رئيس الوزراء.

## إيناودي رئيسًا للجمهورية الإيطالية
في 11 مايو 1948 انتخب إيناودي رئيسًا للجمهورية الإيطالية، ليكون ثاني من شغل هذا المنصب بعد الرئيس المؤقت إنريكو دي نيكولا، وفي نهاية ولايته ـ التي امتدت لسبع سنوات ـ عين إيناودي سنة 1955 عضوًا مدى الحياة بمجلس الشيوخ. وقد كان إيناودي عضوًا بالعديد من المؤسسات والجمعيات الثقافية والاقتصادية والجامعية، وكان من مؤيدي فكرة الوحدة الأوروبية.

## نشاطه في صناعة الخمور
تولى إيناودي بنفسه إدارة أنشطة مزرعته الواقعة قرب بلدة دولياني، والتي كانت تنتج نبيذ نيبيولو. وقد نشرت مجلة «كانديدو» الساخرة ذات التوجه الملكي سنة 1950 رسمًا كاريكاتيريًا يمثل إيناودي في قصر كيرينالي الرئاسي محاطًا بحرس شرف رئاسي مكون من زجاجات عملاقة من نبيذ نيبولو. وقد اعتبر هذا الرسم إهانة لذات الرئيس وحكم القضاء آنذاك بمعاقبة مدير المجلة جوفانينو غواريسكي.

## من مؤلفاته
- مبادئ المالية العامة (بالإيطالية: Principi di scienza delle finanze) ـ (1932)
- الحكم الرشيد (بالإيطالية: Il buon governo) ـ (1954)
- خُطَب لا تفيد (بالإيطالية: Prediche inutili) ـ (1956 ـ 1959)

## أسرته
تزوج إيناودي من إيدا بيليغريني (بالإيطالية: Ida Pellegrini)، ومن أبنائه جوليو إيناودي (أحد أبرز الناشرين في تاريخ إيطاليا) وماريو إيناودي، الذي عمل أستاذًا بجامعة كورنيل الأمريكية وكان من مناهضي الفاشية وسمي مركز ماريو إيناودي للدراسات الدولية (بالإنجليزية:  Mario Einaudi Center For International Studies)‏ تكريمًا له.
أما حفيده لودوفيكو إيناودي (ولد 1955) ـ ابن الناشر جوليو إيناودي ـ فهو من أعلام الموسيقى الجديدة.

## وفاته
توفي لويجي إيناودي في روما في 30 أكتوبر 1961.

## وصلات خارجية
- لويجي إيناودي على موقع الموسوعة البريطانية (الإنجليزية)
- لويجي إيناودي على موقع مونزينجر (الألمانية)
- سيرة حياة لويجي إيناودي على الموقع الرسمي للرئاسة الإيطالية (بالإيطالية)